# Lago di Selent
Il lago di Selent è, dopo il Gran lago di Plön, il secondo lago per estensione superficiale dello Schleswig-Holstein. Esso si trova nel comune di Selent, circondario di Plön. Due emissari ne riversano le acque nel mar Baltico: il Mühlenau (dopo un percorso lungo 10 km) ed il Salzau (dopo un percorso lungo 8,5 km).
La nascita del lago risale all'ultima glaciazione, che formò un bacino e contemporaneamente due morene terminali, una ad est alta fino a 132 m ed una a sud, alta fino a 90 m.
Il lago è noto fra l'altro per la sua pescosità. Vi si pescano infatti anguille, pesci persico, lucci, grandi e piccoli coregoni e rutili.
Durante la seconda guerra mondiale il lago venne utilizzato come idroscalo, che aveva il suo luogo d'imbarco a terra sulla riva sabbiosa di Bellin e nel medesimo comune vi erano gli alloggiamenti per il personale di volo e di assistenza al volo; il complesso di questi alloggiamenti fu utilizzato dopo la guerra per ben 12 anni come campo profughi per i profughi provenienti dalla Pomerania, da Danzica e dalla Prussia orientale.

## Collegamenti esterni

Panorama del lago di Selenter dalla riva occidentale